# Praenomen
El praenomen (latín clásico, plural: praenomina, literalmente 'primer nombre') en la Antigua Roma correspondía al nombre de pila en la actualidad, siendo el único nombre en que los padres tenían elección. Por regla general, solo la familia inmediata llamaba a una persona por su praenomen. 
Se trataba de un nombre personal dado a un varón recién nacido, tras purificarlo (lustrare), y era siempre coincidente con el de alguno de sus antepasados. Durante la mayor parte de la historia romana, las mujeres no tuvieron praenomen: a las niñas se les daba su nomen, siempre coincidente con el de su familia (gens). De este modo, las niñas de la gens Iulia (Julia) se llamaban todas Julia, y Cornelia las de la gens Cornelia, incluso con posterioridad a su matrimonio. Únicamente se les podía añadir un cognomen que correspondía a un numeral para distinguir su posición en el nacimiento: Prima, Secunda, Tertia, ..., Minor.

## Etimología
Praenomen deriva del prefijo prae- ("antes de") y nomen ("nombre"). Nombre propio, anterior al gentilicio de los romanos. 

## Frecuencia y representación
En comparación con otras culturas, los romanos utilizaban un conjunto de nombres reducido: los praenomina comunes eran menos de 40. Los 17 más comunes representaban un 98% de todos los nombres de varón romano. Los tres más populares - Lucius, Caius y Marcus - constituían el 59 % del total. 
Muchos de los praenomina de varón eran abreviados a uno o dos caracteres en la escritura o inscripciones; las abreviaturas más comunes incluían: Appius (Ap.), Aulus (A.), Caius (C), Cnaeus (Cn.), Decimus (D.) Lucius (L.), Manius (M'.), Marcus (M.), Publius (P.), Quintus (Q.) Servius (Ser.), Sextus (Sex.), Spurius (Sp.), Titus (T.), Tiberius (Ti.). 
Durante un tiempo en el siglo III, Aurelius se convirtió en uno de los más populares praenomina, después de que el emperador Marcus Aurelius Antoninus ("Caracalla") concediese la ciudadanía romana universal a todos los hombres libres en todo el Imperio, adoptando el nombre de su emperador en gratitud. 
Los nombres Primus, Secundus, Tertius, Quartus, Quintus, Sextus, Septimus, Octavus, Nonus, Decimus, respectivamente, "Primero", "Segundo", "Tercero", etc., eran inicialmente dados según el orden de nacimiento, si bien abundan los ejemplos en que tal orden no fue seguido.